# پسری که شاه خواهد شد
پسری که شاه خواهد شد (به انگلیسی: The Kid Who Would Be King) یک فیلم فانتزی ماجراجویی به نویسندگی و کارگردانی جو کرنیش محصول سال ۲۰۱۹ بریتانیا و ایالات متحده است. از بازیگران آن می‌توان به لوییس آشبورن سرکیس، تام تیلور، ربکا فرگوسن و پاتریک استوارت اشاره کرد. این فیلم در تاریخ ۲۵ ژانویه ۲۰۱۹، در ایالات متحده، و در ۱۵ فوریه ۲۰۱۹، در بریتانیا به نمایش درآمد. فیلم با واکنش‌های مثبتی از سوی منتقدان همراه بود، اما تبدیل به بمب گیشه شد.

## داستان
گروهی از کودکان شجاع و ماجراجو عازم سفری حماسی می‌شوند تا تهدیدی قرون وسطایی را خنثی کنند. اما آنها در طی مسیر سفرشان با خطرات و مشکلات فراوانی مواجه می‌شوند که…

## بازیگران
- لوییس آشبورن سرکیس در نقش الکساندر «الکس» الیوت
- دین چاوماو در نقش بستر
- تام تیلور در نقش لانس
- راینا دوریس در نقش کی
- ربکا فرگوسن در نقش مورگانا، جادوگر بد و دشمن قدیمی مرلین، شاهزاده آرتور نیمی از برادرش و همه کملوت.
- انگوس ایمی در نقش مرلین، جادوگری که متحد شاه آرتور بود. از آنجایی که سن مرلین به عقب رفته‌است، پس از گذشتن قرن‌ها، به شکل یک نوجوان ظاهر می‌شود.
- پاتریک استوارت در نقش مرلین در ظاهر فیزیکی پیر وی
- دنیس گاف به عنوان خانم الیوت، مادر الکس
- نوما دومزونی در نقش خانم لی
- ناتان استوارت-جارت به عنوان آقای کپلر
- مارک بونار به عنوان آقای جفری
- الکساندرا روچه به عنوان خانم فاستر
- جنویو اورایلی به عنوان سوفی، عمه الکس
- نیک محمد به عنوان آقای هاید
- آدام باکستون به عنوان راهنمای تور استون هنج

## تولید
کار فیلم‌برداری فیلم در ۲۵ سپتامبر ۲۰۱۷، در لندن آغاز شد و در مارس ۲۰۱۸ به پایان رسید. کار ضبط فیلم در شهر کورنوال و در استودیو برادران وارنر انجام گرفت. جلوه‌های بصری توسط دابل نگتیو، Rodeo FX ,Peerless و TPO VFX ارائه شد و توسط جوئل گرین، آنتوان مولینو، لورن جیلت، مارک هاچینگز، جک هیوز و فریزر چرچیل تحت نظارت قرار گرفت.